# شیپراگه
شیپراگه (به لاتین: Šiprage) یک روستا در بوسنی و هرزگوین است که در کوتور واروش واقع شده‌است. شیپراگه ۹۵۲ نفر جمعیت دارد.

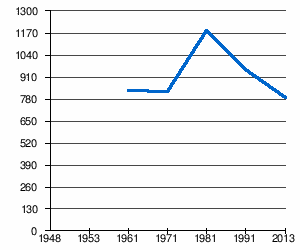
جمعیت ۱۹۷۱–۲۰۱۳